# 오벌린 칼리지
오벌린 칼리지(Oberlin College)는 미국 오하이오주 오벌린에 위치한 사립 자유예술칼리지이자 음악 학교이다. 미국에서 가장 오래된 혼성교육 자유예술칼리지이자 세계에서 2번째로 오래 운영된 혼성교육 고등교육기관이다. 오벌린 음악 온실이 미국에서 가장 오랫동안 운영되어온 온실이다. 1835년, 오벌린 칼리지는 아프리카계 미국인들을 입학시킨 미국 최초의 칼리지들 중 한 곳이었으며 1837년에 여성을 입학시킨 최초의 학교이다.